# Politica della Svezia
La Svezia è una monarchia parlamentare (de jure dal 1975, ma di fatto dal 1917). Il Primo ministro e capo del governo ha sede a Stoccolma ed esercita il potere esecutivo. Il potere legislativo è esercitato dal Parlamento (Riksdag). Il potere giudiziario è indipendente dagli altri due poteri.

## Costituzione
La Costituzione della Svezia è basata su quattro leggi fondamentali. La più importante è lo Strumento di Governo del 1974 che stabilisce i principi base della vita politica svedese, definendo diritti e libertà. L'Atto di Successione è un trattato stipulato tra il vecchio Riksdag degli Stati e la casa regnante di  Bernadotte e regola l'accesso al trono svedese.
- Strumento di Governo (1974)
- Atto di Successione (1809)
- Atto sulla Libertà di Stampa (1766)
- Legge fondamentale sulla Libertà d'Espressione (1991)

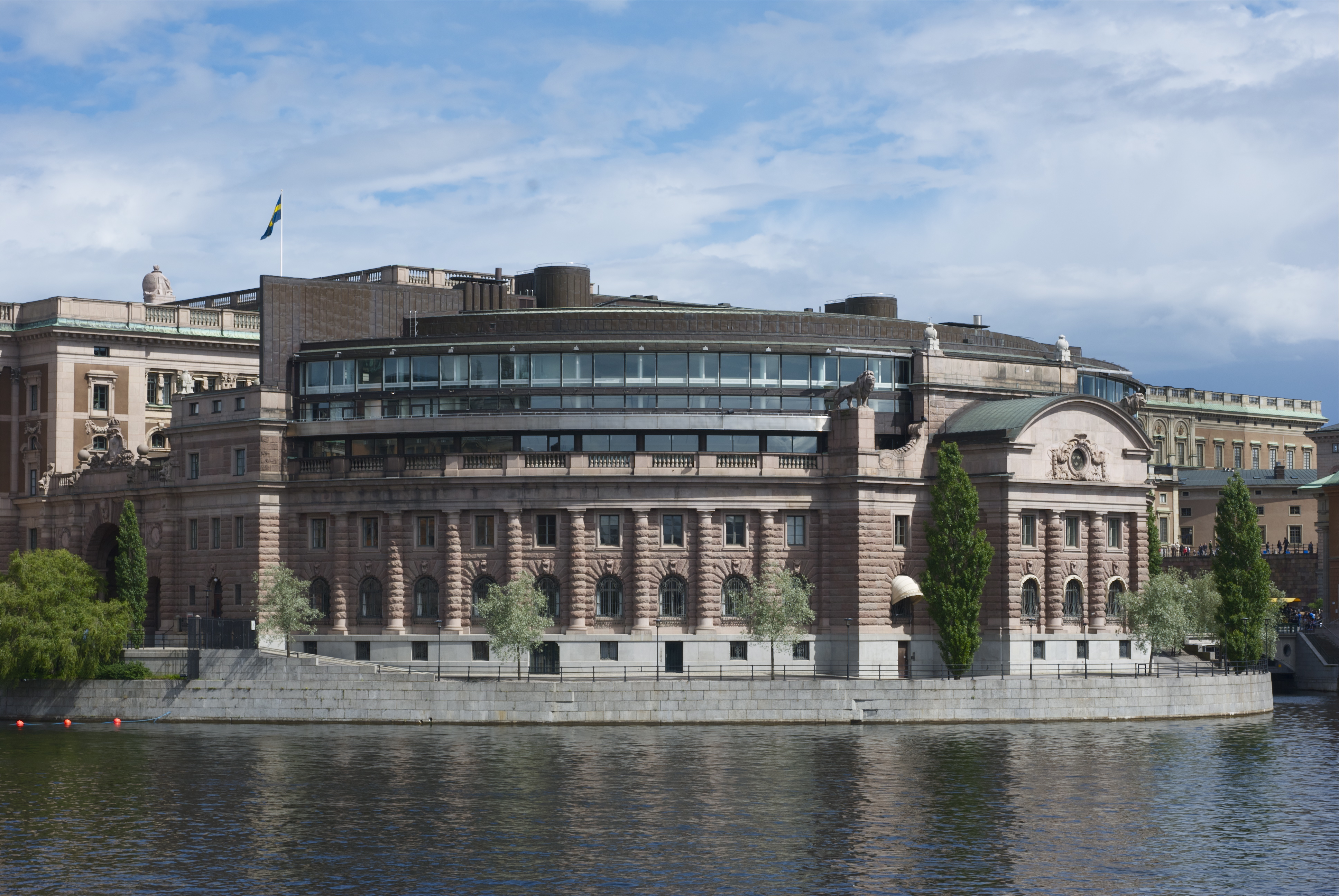
L'edificio del Riksdag a Stoccolma

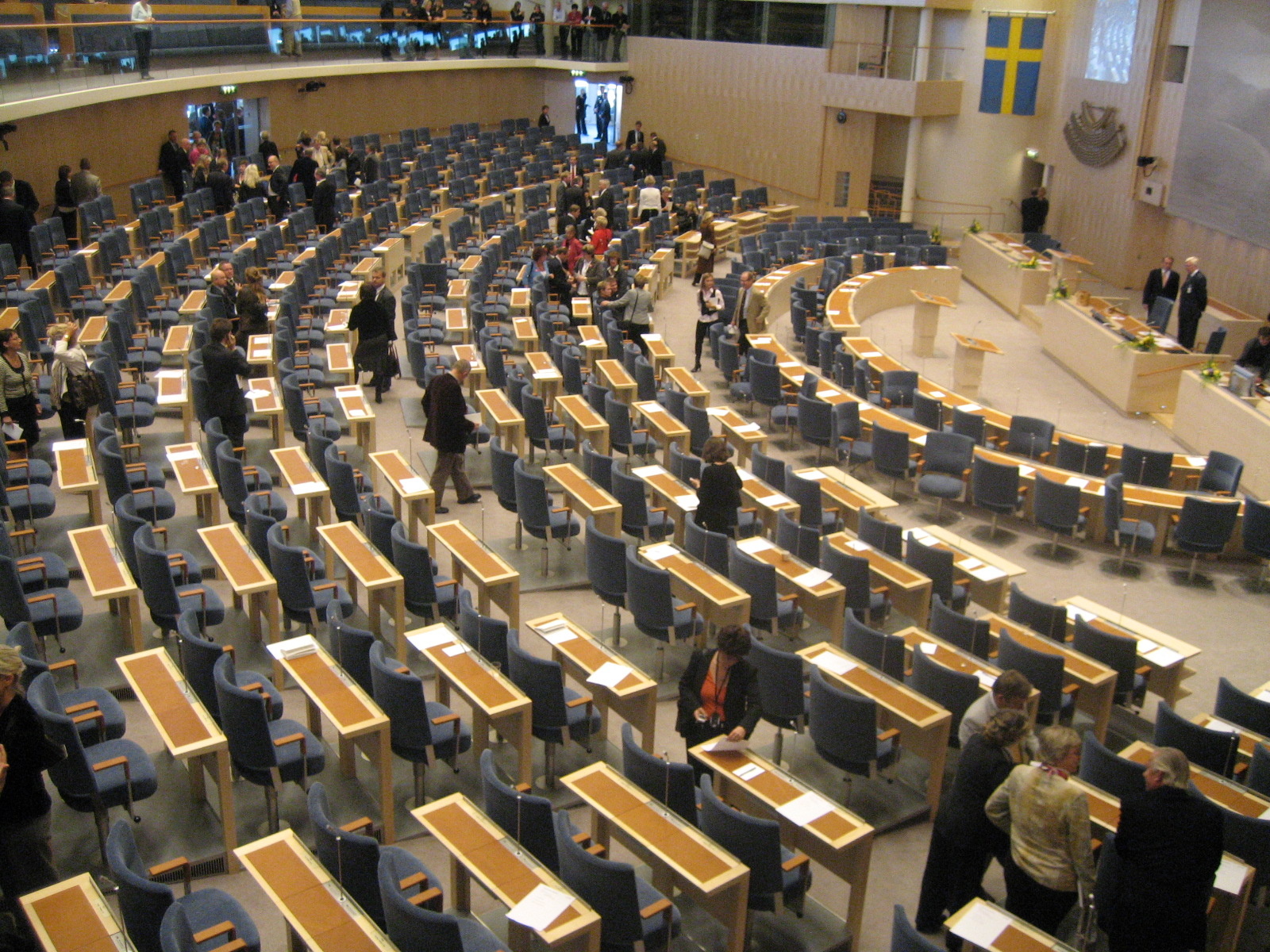
Interno del Riksdag

## Potere esecutivo
| Carica         | Nome              | Partito          | Dal               |
| -------------- | ----------------- | ---------------- | ----------------- |
| Re             | Carlo XVI Gustavo |                  | 15 settembre 1973 |
| Primo ministro | Ulf Kristersson   | Partito Moderato | 17 ottobre 2022   |

### Capo di Stato
Re Carlo XVI Gustavo della casa di Bernadotte salì al trono nel 1973. La sua autorità è formale, simbolica e rappresentativa.

### Governo
Il potere esecutivo è affidato al governo, che è composto dal Primo ministro e da circa 20 ministri a capo dei relativi dipartimenti.
I ministri sono nominati dal Primo Ministro senza nessuna approvazione da parte del Riksdag (Parlamento). Il Primo Ministro viene prima nominato dal Presidente del Parlamento e poi confermato dal Parlamento. Il monarca non ricopre alcun ruolo in questo processo.

## Potere legislativo
Il parlamento svedese (Riksdag) è monocamerale ed ha 349 membri, eletti dal popolo ogni 4 anni con sistema proporzionale; le sessioni si svolgono abitualmente da settembre a metà giugno.
L'iter legislativo può essere avviato dal governo o dai membri del Parlamento. Modifiche alla Costituzione possono essere fatte dal Riksdag con una maggioranza qualificata e devono essere confermate da un referendum.

## Aspetti generali del sistema elettorale
Il Parlamento del Regno di Svezia, il Riksdag, è composto da 349 membri, eletti a suffragio universale per la durata di quattro anni.
I componenti del Riksdag sono eletti con il sistema proporzionale. 310 seggi sono assegnati in 29 collegi plurinominali, i restanti 39 sono distribuiti tra i partiti. Per entrare in Parlamento, ogni partito deve ottenere almeno il 4% dei suffragi.
Altro aspetto, l'elezione si deve svolgere la seconda domenica di settembre.

## Partiti politici
L'odierno sistema politico svedese si delineò tra il XIX e il XX secolo con la nascita del Partito Socialdemocratico nel 1889, la costituzione del Partito Popolare Liberale nel 1900, del Partito Moderato nel 1904 e del Partito Agrario nel 1913. Alle elezioni legislative del 1917 i Socialdemocratici e i Liberali ottennero una netta maggioranza, e il leader dei liberali Nils Edén divenne primo ministro, guidando così il primo governo parlamentare della storia svedese. Nel 1921, l'ala sinistra del Partito Socialdemocratico diede vita al Partito Comunista di Svezia.
Nel 1932 i Socialdemocratici, partito di maggioranza relativa dal 1917, ruppero l'alleanza con i partiti con cui avevano governato fino ad allora, ma non riuscirono ad ottenere la maggioranza assoluta; il leader socialdemocratico Per Albin Hansson formò quindi un governo di minoranza che rimase in carica fino al 1936. Tuttavia, egli ritornò subito al potere in un gabinetto di coalizione con il Partito Agrario. Nel corso della Seconda guerra mondiale, in cui la Svezia rimase neutrale, la coalizione venne allaragata ai Conservatori e ai Liberali (che dal 1934 mutarono il loro nome in Folkpartiet, letteralmente Partito del Popolo).
Hansson, che formò un nuovo governo di minoranza subito dopo la fine del conflitto, rimase alla guida dell'esecutivo fino alla sua improvvisa scomparsa nel 1946. Gli successe Tage Erlander, anch'egli socialdemocratico, che ricoprì la carica di primo ministro fino al 1969.
Durante i suoi ventitré anni di governo i socialdemocratici sfiorarono più volte la maggioranza assoluta, formando dunque dei governi monocolore di minoranza, eccezion fatta per il periodo tra il 1951 e il 1957 quando governarono insieme agli Agrari. Nel 1968 il Partito Socialdemocratico ottenne la maggioranza assoluta alla Camera bassa, cosa che non accadeva dalle elezioni del 1940. Nel 1969, Olof Palme successe a Erlander alla guida del partito e del governo, ma alle elezioni legislative dell'anno seguente i socialdemocratici persero la maggioranza assoluta. Ciononostante, il partito rimase alla guida del governo con il sostegno del Partito della Sinistra, l'ex Partito Comunista.
La riforma costituzionale del 1971, mutò il sistema bicamerale in uno monocamerale. Inizialmente il Riksdag era composto da 350 membri.